# Motinggo Busye

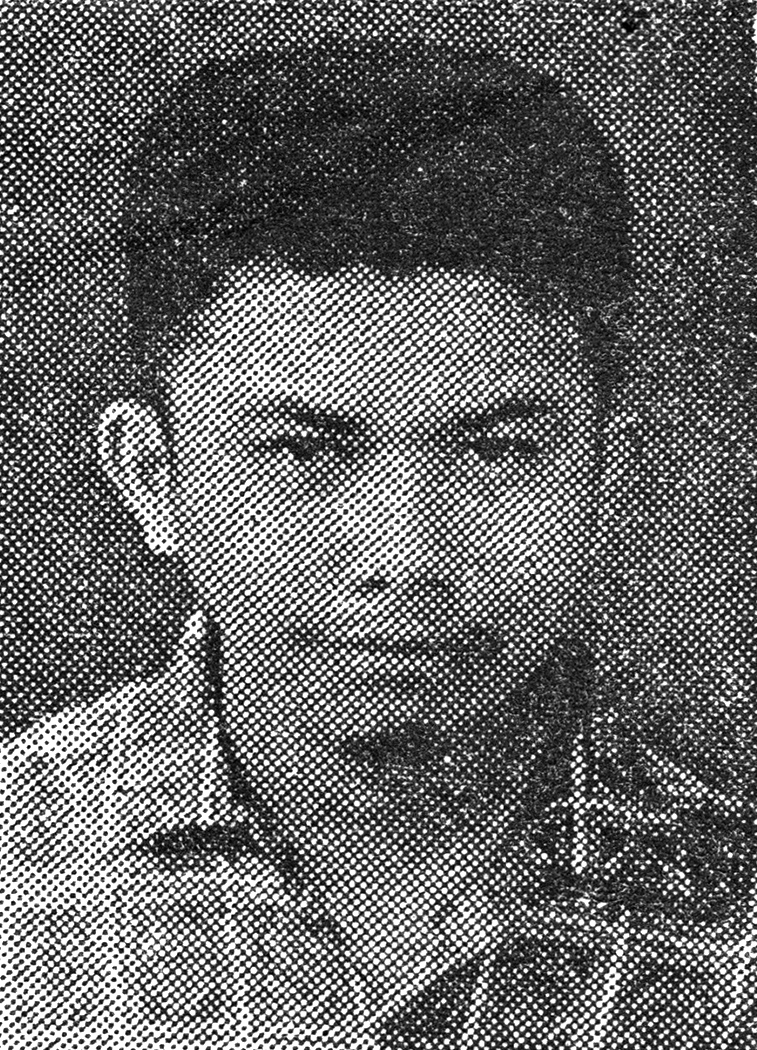
Motinggo Busye (1963)

Motinggo Busye, właśc. Bustami Djalid (ur. 21 listopada 1936 / 1937 w Bandar Lampung, zm. 18 czerwca 1999 w Dżakarcie) – indonezyjski pisarz i redaktor naczelny Penerbitan Nusantara. W latach 70. XX wieku Motinggo Busye pracował również jako reżyser filmowy.
Jego twórczość była tłumaczona na języki obce. Jego dzieło Malam Pengantin di Bukit Kera zostało wydane w Czechosłowacji.

## Dzieła
- Malam Jahanam (powieść, 1962)
- Badai Sampai Sore (dramat, 1962)
- Tidak Menyerah (powieść, 1963)
- Hari Ini Tak Ada Cinta (powieść, 1963)
- Perempuan Itu Bernama Barabah (powieść, 1963)
- Dosa Kita Semua (powieść, 1963)
- Tiada Belas Kasihan (powieść, 1963)
- Nyonya dan Nyonya (dramat, 1963)
- Sejuta Matahari (powieść, 1963)
- Nasehat buat Anakku (zbiór opowiadań, 1963)
- Malam Pengantin di Bukit Kera : sebuah novelette untuk drama (dramat, 1963)
- Buang Tonjam (legenda, 1963)
- Ahim-Ha (legenda, 1963)
- Batu Serampok (legenda, 1963)
- Penerobosan di Bawah Laut (powieść, 1964)
- Titian Dosa di Atasnya (powieść, 1964)
- Cross Mama (powieść, 1966)
- Tante Maryati (powieść, 1967)
- Sri Ayati (powieść, 1968)
- Retno Lestari (powieść, 1968)
- Dia Musuh Keluarga (powieść, 1968)
- Sanu, Infita Kembar (powieść, 1985)
- Madu Prahara (powieść, 1985)
- Dosa Kita Semua (powieść, 1986)
- Aura para aulia: 40 puisi Islami (1990)
- Dua Tengkorak Kepala (1999)